# Приморский кондитер
«Примо́рский конди́тер» — одно из старейших предприятий Приморского края, крупнейший производитель кондитерских изделий на Дальнем Востоке России. Юридический адрес: 690091, Владивосток, улица Алеутская, 52.
Продукция — около 300 наименований кондитерских изделий: ирис, драже, пастила, печенье, торты, вафли, натуральный шоколад, шоколадные конфеты с разными начинками, мармелад, зефир, карамель.
Самая известная продукция фабрики с 1967 года — конфеты «Птичье молоко», послужившие образцом для других советских кондитерских предприятий. Автор конфет, Анна Чулкова, получила за них орден Ленина, а позднее стала Героем Социалистического Труда и лауреатом Государственной премии СССР. Нынешнее название этих конфет — «Приморские», так как в 1997 году большинство кондитерских «советских брендов», включая «Птичье молоко», зарегистрировали за собой в качестве товарных знаков предприятия, входящие в московский холдинг «Объединённые кондитеры».

## История
- 1906 — Во Владивостоке, на Первой речке, Иван Петрович Ткаченко основал фабрику. Сначала она производила макаронные изделия.[4]
- 1907 — Фабрика начала производить кондитерские изделия.
- 1913 — Открыт фабричный розничный магазин на Светланской улице, в доме 1.
- 1914 — С началом Первой мировой войны, конфетная фабрика закрыта. Здание, большая часть оборудования и сырьё распроданы, И. П. Ткаченко уехал из Владивостока. Братья Андрей и Георгий Ткаченко арендовали домовладение № 12 на улице Набережной и восстановили производство.
- 1918 — Приобретены здания на Алеутской улице. Кондитерская фабрика переехала в них с Набережной.
- 1928 — В ходе свёртывания НЭПа фабрика национализирована и передана Приморскому пищетресту.
- 1932 — Тихоокеанский институт рыбного хозяйства (c 1934 года — ТИНРО) получил агар-агар из морских красных водорослей — анфельции (Ahnfeltia).
- 1933 — Бывшая синагога в доме № 5 на улице Шевченко (ныне — улица Прапорщика Комарова) стала клубом фабрики до начала 1990-х годов, затем её магазином. Сейчас здесь снова Владивостокская синагога.
- 1936 — Заработал агаровый цех фабрики. СССР избавился от импорта агар-агара, нужного, кроме прочего, для выработки пастилы, зефира, мармелада.
- 1958 — Началось строительство нового корпуса фабрики.[5]
- 1965 — Новое здание пущено в эксплуатацию. Мощность фабрики — 1 тыс. тонн кондитерских изделий в год.
- 1967 — Специалисты фабрики во главе с мастером розничного цеха Анной Чулковой разработали самую удачную в СССР рецептуру конфет «Птичье молоко» и первыми в стране внедрили механизированную технологию их производства.
- 1993 — Предприятие акционировано и преобразовано в АО «Приморский кондитер».[5]
- 1994 — При фабрике открыт фирменный магазин «Престиж».
- 1996 — АО преобразовано в ОАО «Приморский кондитер».
- 2002 — Годовой выпуск продукции сократился до 3 тыс. тонн при производственных мощностях 12 тыс. тонн в год.[6]
- 2011 — Выпущено 3945,5 тонны продукции.
- 2014 — Розничная сеть фирменных магазинов «Приморский кондитер» насчитывает 9 магазинов во Владивостоке и 9 в других городах края, а также 4 магазина в Хабаровске и один — в Благовещенске.
- 2016 — Открыт интернет-магазин «Приморского кондитера» с доставкой по России.
- 2018 — Открыт первый розничный магазин в Москве, у станции метро «Новослободская».[7]

## Собственники
Уставный капитал ООО «Приморский кондитер» — 311,802 млн рублей. Долей 44 % владеет Александр Беккер (гендиректор ООО «СГБ Менеджмент»), 44 % — Аркадий Гордиян (гендиректор ООО «Форпост ДВ»), 12 % — Феликс Сасс (гендиректор ООО «ВСРЗ»).